# Birgitte Gøye

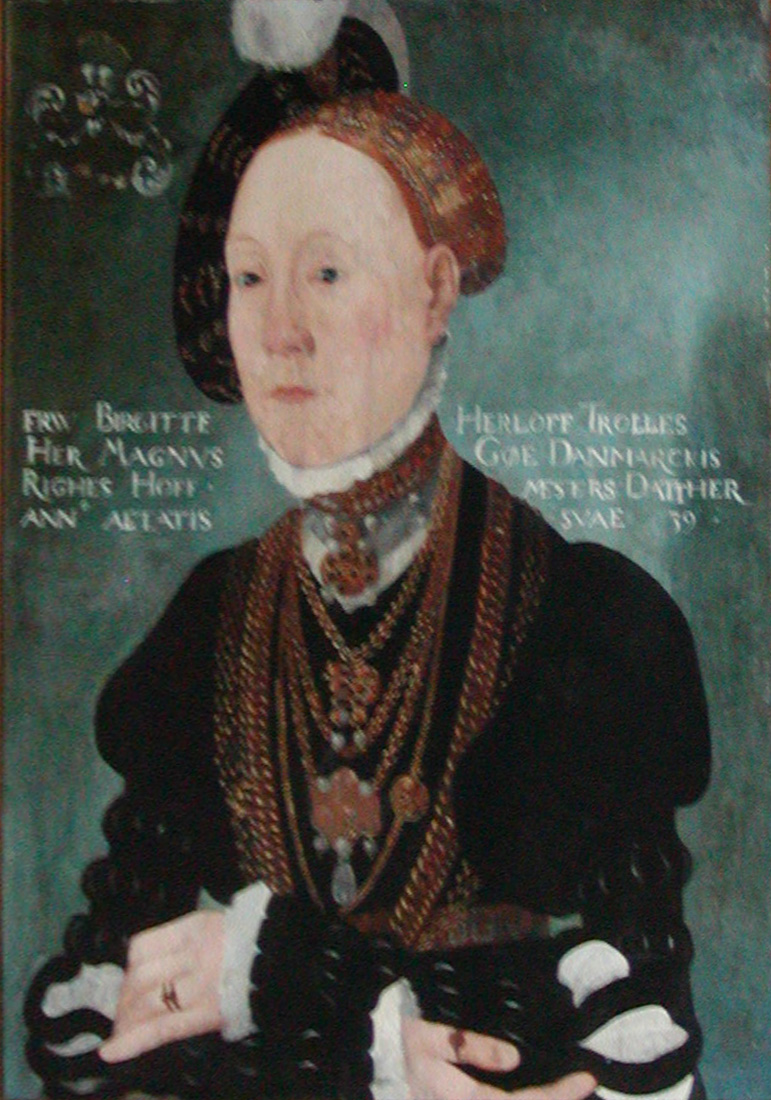
Birgitte Gøye

Birgitte Gøye (1511-26 de julio de 1574) fue una administradora de condado danesa, dama de compañía, terrateniente y noble, cofundadora y directora de la escuela Herlufsholm.  

## Biografía
Era hija de Mogens Gøye y Mette Bydelsbak y hermana de Eline Gøye. Se crio en un convento, Ringkloster, y en 1538 se convirtió en dama de compañía de la reina Dorotea de Sajonia-Lauenburgo. Su familia la había comprometido contra su voluntad con Jesper Daa en 1525, pero en 1540 fue liberada del compromiso, que hasta 1582 fue tan vinculante como un matrimonio. Gracias a su amistad con la reina, el rey hizo que profesores y obispos investigaran el asunto y luego emitió una nueva ley que prohibía a los padres concertar compromisos para sus hijos menores.
Se casó con el cortesano Herluf Trolle en 1544. No tuvo descendencia, pero acogió en su casa a muchas hijas adoptivas de la nobleza y se encargó de organizar sus matrimonios. En 1565 fundó la escuela de Herlufsholm, a la que donó su propiedad, la abadía de Skovkloster, y fue su directora hasta 1567. Fue administradora del condado de Tølløse hasta que fue destituida en 1566. En 1571 perdió sus dos propiedades: Kappelgården, en Køge, y Ringkloster, en Skanderborg. En 1572 regresó a Næstved y, poco después, la corona le concedió una propiedad vitalicia en el señorío de Ydernæs (Ydernæs ved Næstved).
Su marido, Herluf Trolle, murió en 1565, y ella en 1574. Ambos fueron enterrados juntos en Herlufsholm, en una tumba realizada por el escultor flamenco Cornelis Floris de Vriendt (1514-1575).